# Maison du Peuple de Ligovsky
 (octobre 2024).
La Maison du Peuple de Ligovsky est située à Saint-Pétersbourg en Russie. Elle a été construite en 1901-1903 aux frais de la comtesse Sofia Panina. C'était l'une des nombreuses Maisons du Peuple créées à travers la Russie impériale dans le but de fournir des installations permettant de rendre l'art et l'appréciation culturelle accessibles aux classes ouvrières. Des projets similaires ont également vu le jour partout en Europe. Le bâtiment abritait également un théâtre.

## Histoire
En 1901, Sofia Panina fournit le terrain pour la Maison du Peuple et lança une pétition au Conseil municipal de Saint-Pétersbourg pour obtenir la permission de construire le bâtiment actuel. Lorsque la permission fut accordée, Julius Benois fut engagé comme architecte et le bâtiment fut achevé en 1903.